# Ståle Solbakken
Ståle Solbakken (Kongsvinger, 27 februari 1968) is een voormalig Noors profvoetballer (middenvelder) die onder meer voor de Noorse eersteklasser Lillestrøm SK uitkwam. Hij speelde ook voor de Noorse nationale ploeg. Solbakken beëindigde zijn loopbaan in maart 2001 na een hartaanval. Hij stapte nadien het trainersvak in. Zijn zoon Markus Solbakken voetbalt sinds 2024 voor Sparta Praag.

## Interlandcarrière
Solbakken speelde tussen 1994 en 2000 in totaal 58 wedstrijden voor de Noorse nationale ploeg, en scoorde in die periode negen keer voor zijn vaderland. Hij maakte zijn debuut op 9 maart 1994 in de vriendschappelijke wedstrijd tegen Wales (1-3). Hij viel in dat duel na zeventig minuten in voor aanvoerder Kjetil Rekdal. Solbakken nam met Noorwegen deel aan het WK voetbal 1998 en beëindigde zijn interlandloopbaan na het EK voetbal 2000 in België en Nederland.

## Erelijst

### Als speler
Aalborg BK
- Deens landskampioen

1999
 FC Kopenhagen
- Deens landskampioen

2001

### Als trainer-coach
FC Kopenhagen
- Deens landskampioen

2006, 2007, 2009, 2010, 2011
- Deense beker

2009
- Royal League

2006